# Schietpartij in Genève op 9 november 1932
De schietpartij in Genève op 9 november 1932 was een schietpartij in de wijk Plainpalais in de Zwitserse stad Genève, waarbij het Zwitsers leger 13 demonstranten doodschoot te midden van een confrontatie tussen extreemrechtse fascistische en extreemlinkse antifascistische demonstranten.

## Omschrijving

### Aanleiding
De schietpartij in Genève op 9 november 1932 was een triest hoogtepunt van de spanningen tussen extreemrechtse en extreemlinkse groeperingen in Zwitserland, die plaatsvond in de ruimere context van het opkomende totalitarisme in Europa, de economische crisis, de hoge werkloosheid en de zgn. Frontenfrühling van 1933. Voorafgaand aan de schietpartij was ook in Genève de politieke situatie gespannen, waar een reeks schandalen, zoals omtrent de Banque de Genève, de traditionele rechtse partijen had weggevaagd.

### Verloop van de schietpartij
Op straat was het tot schermutselingen gekomen tussen militanten van de socialist Léon Nicole enerzijds en militanten van de fascistische Nationale Unie van Georges Oltramare anderzijds. Die laatsten hadden in de stad affiches opgehangen die een fictieve 'openbare berechting van de heren Nicole en Dicker', twee socialistische kopstukken, in Plainpalais. Deze affiches brachten de linkse militanten ertoe een tegenbetoging te organiseren. De Staatsraad van Genève, de kantonnale regering, vreesde dat de openbare orde niet langer zou kunnen worden gehandhaafd en riep de steun van het Zwitsers leger in.
Ongelukkige manoeuvres van het leger ten aanzien van de uitzinnige antifascistische menigte, die bovendien was opgehitst door Nicole's verbale geweld, een opeenvolging van onhandige bevelen en het beroep doen op onervaren officieren en rekruten zouden in de avond van 9 november 1932 uitmonden in een tragedie. Bij de confrontatie tussen het leger en de demonstranten vielen er uiteindelijk 13 doden en 65 gewonden.

### Gevolgen

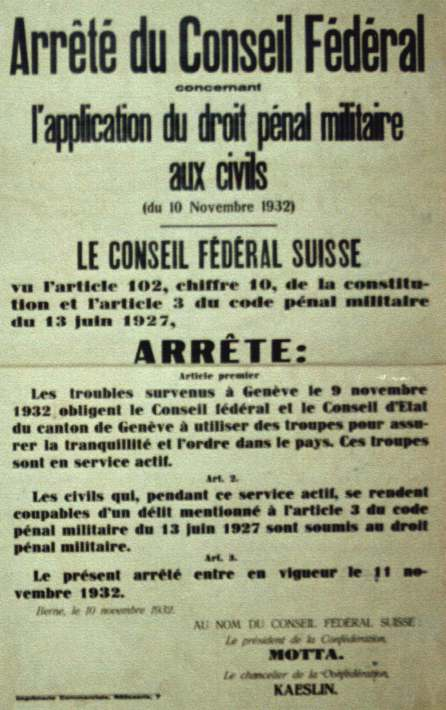
Besluit van de Bondsraad als reactie op de schietpartij.

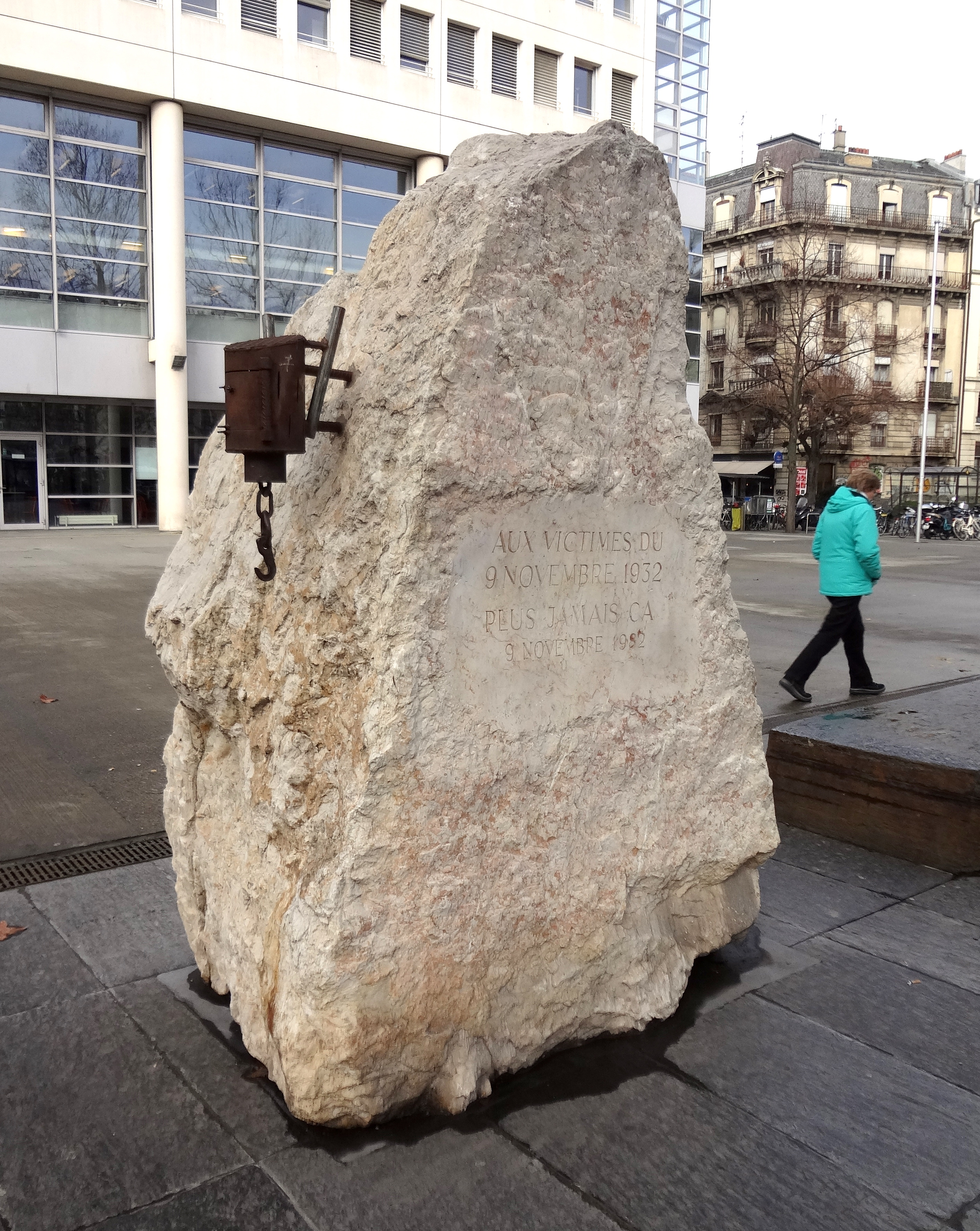
Monument voor de slachtoffers met het opschrift Plus jamais ça.

De precieze gang van zaken en de verantwoordelijkheid van de betrokkenen zou na de schietpartij een controversieel punt blijven. Een proces voor een federale jury leidde in op 3 juni 1933 tot de veroordeling van Nicole tot 6 maanden gevangenisstraf. Ook zijn medestanders Auguste Millasson, Francis-Auguste Lebet, Jules Daviet, Albert Wütrich, Francis Baeriswyl en Edmond Isaak werden veroordeeld. Een voorstel uit 2017 om de zeven veroordeelden van toen te rehabiliteren, werd zowel door de Kantonsraad als de Nationale Raad afgewezen.
De schietpartij maakte hevige emoties los en had ook een electorale impact: bij de kantonnale verkiezingen van november 1933 behaalden de socialisten de meerderheid in de Grote Raad van Genève en ook in de gemeenteraad van Lausanne behaalden de socialisten een meerderheid. De pas veroordeelde Nicole werd bovendien verkozen in de Staatsraad, de kantonnale regering van Genève. De schietpartij gaf ook aanleiding tot discussie over de rol van het leger bij de ordehandhaving.
Op 9 november 1982 werd een monument ingehuldigd ter nagedachtenis van de slachtoffers met het opschrift Plus jamais ça (Dat nooit meer). Nadat dit monument in 2018 werd verplaatst naar de plek van de schietpartij, werd het in maart 2020 beklad.

## Documentaires
- (fr)  Genève, 9 novembre 1932, documentaire over de schietpartij door Jacqueline Veuve, 1973.
- (fr)  Genève: Le temps des Passions, vierdelige documentaire over Genève in de jaren 1930 en de schietpartij door Bernard Mermod en Claude Torracinta, 1977.